# Port Richey
Port Richey és una població dels Estats Units a l'estat de Florida. Segons el cens del 2000 tenia 3.021 habitants.

## Demografia
Segons el cens del 2000, Port Richey tenia 3.021 habitants, 1.424 habitatges, i 770 famílies. La densitat de població era de 552,8 habitants/km².
Dels 1.424 habitatges en un 15,7% hi vivien nens de menys de 18 anys, en un 44,1% hi vivien parelles casades, en un 6,4% dones solteres, i en un 45,9% no eren unitats familiars. En el 37,4% dels habitatges hi vivien persones soles el 15,2% de les quals corresponia a persones de 65 anys o més que vivien soles. El nombre mitjà de persones vivint en cada habitatge era de 2,02 i el nombre mitjà de persones que vivien en cada família era de 2,61.
Per edats la població es repartia de la següent manera: un 14,8% tenia menys de 18 anys, un 6,3% entre 18 i 24, un 25% entre 25 i 44, un 26,7% de 45 a 60 i un 27,1% 65 anys o més.
L'edat mediana era de 48 anys. Per cada 100 dones de 18 o més anys hi havia 98,1 homes.
La renda mediana per habitatge era de 27.404 $ i la renda mediana per família de 40.050 $. Els homes tenien una renda mediana de 30.473 $ mentre que les dones 22.139 $. La renda per capita de la població era de 20.711 $. Entorn del 9,1% de les famílies i el 16,1% de la població estaven per davall del llindar de pobresa.

## Poblacions més properes
El següent diagrama mostra les poblacions més properes.